# Avenionia brevis
Avenionia brevis là một loài ốc nước ngọt cỡ nhỏ có mang và nắp, là động vật thân mềm chân bụng sống dưới nước trong họ Hydrobiidae.
Loài này phân bố ở Bỉ, Pháp, Đức, và Hà Lan]].